# Elfriede Fröschl
Elfriede Fröschl (* 1958 in Wien) ist eine österreichische Soziologin und Sozialarbeiterin.
Sie ist Mitbegründerin des ersten Österreichischen Frauenhauses sowie Mitarbeiterin der Beratungsstelle der Wiener Frauenhäuser. Sie blickt auf umfassende freiberufliche Lehr- und Forschungstätigkeit zurück, war Lehrbeauftragte an der Sozialakademie des Bundes in Wien sowie an österreichischen Fachhochschul-Studiengängen und an europäischen Hochschulen im Rahmen der ERASMUS-DozentInnenmobililtät. Darüber hinaus war sie aktiv in der Durchführung von Seminaren, unter anderem im Rahmen der Aus- und Fortbildung der Polizei zum Thema „Gewalt in der Familie“.
Derzeit lehrt und forscht Elfriede Fröschl als Fachhochschul-Professorin an der FH Campus Wien am Department Soziales, unter anderem im Europäischen Masterprogramm SOWOSEC sowie im Bachelor-Studiengang Sozialarbeit.